# Europaspiele 2015/Teilnehmer (Frankreich)
| Gelbes Symbol für Goldmedaillen mit stilisierten Olympischen Ringen | Graues Symbol für Silbermedaillen mit stilisierten Olympischen Ringen | Braundes Symbol für Bronzemedaillen mit stilisierten Olympischen Ringen |
| ------------------------------------------------------------------- | --------------------------------------------------------------------- | ----------------------------------------------------------------------- |
| 12                                                                  | 13                                                                    | 18                                                                      |

Frankreich nahm in Baku an den Europaspielen 2015 teil. Vom Comité National Olympique et Sportif Français wurden 250 Athleten in 18 Sportarten nominiert.

## Badminton
| Athleten                              | Wettbewerb | Gruppenphase                             | Gruppenphase        | Gruppenphase | Gruppenphase | Achtelfinale   | Achtelfinale       | Viertelfinale                      | Viertelfinale       | Halbfinale            | Halbfinale   | Finale                    | Finale       | Rang   |
| Athleten                              | Wettbewerb | Gegner                                   | Ergebnis            | Punkte       | Rang         | Gegner         | Ergebnis           | Gegner                             | Ergebnis            | Gegner                | Ergebnis     | Gegner                    | Ergebnis     | Rang   |
| ------------------------------------- | ---------- | ---------------------------------------- | ------------------- | ------------ | ------------ | -------------- | ------------------ | ---------------------------------- | ------------------- | --------------------- | ------------ | ------------------------- | ------------ | ------ |
| Frauen                                |            |                                          |                     |              |              |                |                    |                                    |                     |                       |              |                           |              |        |
| Delphine Lansac                       | Einzel     | Petja Nedeltschewa                       | 12:21, 10:21        | 4            | 2            | Neslihan Yiğit | 8:21, 21:10, 21:11 | Lianne Tan                         | 21:16, 26:21, 15:21 | –                     | –            | –                         | –            |        |
| Delphine Lansac                       | Einzel     | Fabienne Deprez                          | 21:15, 12:21, 21:13 | 4            | 2            | Neslihan Yiğit | 8:21, 21:10, 21:11 | Lianne Tan                         | 21:16, 26:21, 15:21 | –                     | –            | –                         | –            |        |
| Delphine Lansac                       | Einzel     | Nicole Ankli                             | - 1                 | 4            | 2            | Neslihan Yiğit | 8:21, 21:10, 21:11 | Lianne Tan                         | 21:16, 26:21, 15:21 | –                     | –            | –                         | –            |        |
| Lorraine Baumann Audrey Fontaine      | Doppel     | Jekaterina Bolotowa Jewgenija Kossezkaja | 19:21, 12:21        | 4            | 2            | –              | –                  | Özge Bayrak Neslihan Yiğit         | 11:21, 19:21        | –                     | –            | –                         | –            |        |
| Lorraine Baumann Audrey Fontaine      | Doppel     | Sara Boyle Rachael Darragh               | 21:19, 21:18        | 4            | 2            | –              | –                  | Özge Bayrak Neslihan Yiğit         | 11:21, 19:21        | –                     | –            | –                         | –            |        |
| Lorraine Baumann Audrey Fontaine      | Doppel     | Mathilda Lindholm Jenny Nyström          | 21:14, 25:23        | 4            | 2            | –              | –                  | Özge Bayrak Neslihan Yiğit         | 11:21, 19:21        | –                     | –            | –                         | –            |        |
| Männer                                |            |                                          |                     |              |              |                |                    |                                    |                     |                       |              |                           |              |        |
| Lucas Corvée                          | Einzel     | Ricardo Silva                            | 21:6, 21:11         | 2            | 3            | –              | –                  | –                                  | –                   | –                     | –            | –                         | –            |        |
| Lucas Corvée                          | Einzel     | Zvonimir Đurkinjak                       | 21:14, 16:21, 19:21 | 2            | 3            | –              | –                  | –                                  | –                   | –                     | –            | –                         | –            |        |
| Lucas Corvée                          | Einzel     | Emil Holst                               | 14:21, 10:21        | 2            | 3            | –              | –                  | –                                  | –                   | –                     | –            | –                         | –            |        |
| Bastian Kersaudy Gaëtan Mittelheisser | Doppel     | Wladimir Iwanow Iwan Sosonow             | 15:21, 13:21        | 4            | 2            | –              | –                  | Mathias Boe Carsten Mogensen       | 16:21, 17:21        | –                     | –            | –                         | –            |        |
| Bastian Kersaudy Gaëtan Mittelheisser | Doppel     | Orxan Qələndarov Kənan Rzayev            | 21:6, 21:4          | 4            | 2            | –              | –                  | Mathias Boe Carsten Mogensen       | 16:21, 17:21        | –                     | –            | –                         | –            |        |
| Bastian Kersaudy Gaëtan Mittelheisser | Doppel     | Emre Vural Sinan Zorlu                   | 21:13, 21:16        | 4            | 2            | –              | –                  | Mathias Boe Carsten Mogensen       | 16:21, 17:21        | –                     | –            | –                         | –            |        |
| Mixed                                 |            |                                          |                     |              |              |                |                    |                                    |                     |                       |              |                           |              |        |
| Audrey Fontaine Gaëtan Mittelheisser  | Doppel     | Kira Kattenbeck Raphael Beck             | 21:15, 21:16        | 6            | 1            | –              | –                  | Yuliya Kazarinova Gennadiy Natarov | 21:12, 22:24, 21:12 | Chloe Magee Sam Magee | 21:12, 23:21 | Sara Thygesen Niclas Nøhr | 16:21, 16:21 | Silber |
| Audrey Fontaine Gaëtan Mittelheisser  | Doppel     | Laura Sárosi Gergely Krausz              | 21:15, 21:10        | 6            | 1            | –              | –                  | Yuliya Kazarinova Gennadiy Natarov | 21:12, 22:24, 21:12 | Chloe Magee Sam Magee | 21:12, 23:21 | Sara Thygesen Niclas Nøhr | 16:21, 16:21 | Silber |
| Audrey Fontaine Gaëtan Mittelheisser  | Doppel     | Eirini Tenta Petros Tentas               | 21:4, 21:5          | 6            | 1            | –              | –                  | Yuliya Kazarinova Gennadiy Natarov | 21:12, 22:24, 21:12 | Chloe Magee Sam Magee | 21:12, 23:21 | Sara Thygesen Niclas Nøhr | 16:21, 16:21 | Silber |

 1 nicht gespielt, als Sieg gewertet

## Beachvolleyball
| Athleten                                | Gruppenphase                                 | 1. Runde (32er)                           | 1. Runde (32er) | Achtelfinale                                 | Achtelfinale | Viertelfinale | Viertelfinale | Halbfinale | Halbfinale | Finale/Spiel um Bronze | Finale/Spiel um Bronze | Rang |
| Athleten                                | Gruppenphase                                 | Gegner                                    | Ergebnis        | Gegner                                       | Ergebnis     | Gegner        | Ergebnis      | Gegner     | Ergebnis   | Gegner                 | Ergebnis               | Rang |
| --------------------------------------- | -------------------------------------------- | ----------------------------------------- | --------------- | -------------------------------------------- | ------------ | ------------- | ------------- | ---------- | ---------- | ---------------------- | ---------------------- | ---- |
| Frauen                                  |                                              |                                           |                 |                                              |              |               |               |            |            |                        |                        |      |
| Mélinda Adelin Laura Longuet            | Russland 2:0 Polen 2:0 Ukraine 2:1           | Niederlande Rimke Braakman Jolien Sinnema | 0:2             | –                                            | –            | –             | –             | –          | –          | –                      | –                      |      |
| Männer                                  |                                              |                                           |                 |                                              |              |               |               |            |            |                        |                        |      |
| Jean-Baptiste Daguerre Yannick Salvetti | Dänemark 1:2 Türkei 2:0 Russland 2:0         | Estland Kristo Kollo Rivo Vesik           | 2:0             | Schweiz Sébastien Chevallier Marco Krattiger | 1:2          | –             | –             | –          | –          | –                      | –                      |      |
| Romain Di Giantommaso Maxime Thiercy    | Schweiz 1:2 Aserbaidschan 1:2 Tschechien 2:1 | –                                         | –               | –                                            | –            | –             | –             | –          | –          | –                      | –                      |      |

## Bogenschießen
| Athleten                     | Wettbewerb | Platzierungsrunde | Platzierungsrunde | 1. Runde (64er)          | 1. Runde (64er) | 2. Runde (32er)  | 2. Runde (32er) | Achtelfinale         | Achtelfinale | Viertelfinale      | Viertelfinale | Halbfinale | Halbfinale | Finale/Spiel um Bronze | Finale/Spiel um Bronze | Rang |
| Athleten                     | Wettbewerb | Ringe             | Rang              | Gegner                   | Ergebnis        | Gegner           | Ergebnis        | Gegner               | Ergebnis     | Gegner             | Ergebnis      | Gegner     | Ergebnis   | Gegner                 | Ergebnis               | Rang |
| ---------------------------- | ---------- | ----------------- | ----------------- | ------------------------ | --------------- | ---------------- | --------------- | -------------------- | ------------ | ------------------ | ------------- | ---------- | ---------- | ---------------------- | ---------------------- | ---- |
| Frauen                       |            |                   |                   |                          |                 |                  |                 |                      |              |                    |               |            |            |                        |                        |      |
| Laura Ruggieri               | Einzel     | 640               | 14                | Annemarie Der Kinderen   | 6 : 4           | Alicia Marin     | 5 : 6           | –                    | –            | –                  | –             | –          | –          | –                      | –                      |      |
| Bérengère Schuh              | Einzel     | 640               | 15                | Sabine Mayrhofer Gritsch | 6 : 0           | Esther Deden     | 6 : 4           | Maja Jager           | 4 : 6        | –                  | –             | –          | –          | –                      | –                      |      |
| Solenne Thomas               | Einzel     | 618               | 43                | Hanna Marussawa          | 3 : 7           | –                | –               | –                    | –            | –                  | –             | –          | –          | –                      | –                      |      |
| Mannschaft                   | Mannschaft | 1898              | 7                 | –                        | –               | –                | –               | Türkei               | 6 : 2        | Russland           | 3 : 5         | –          | –          | –                      | –                      |      |
| Männer                       |            |                   |                   |                          |                 |                  |                 |                      |              |                    |               |            |            |                        |                        |      |
| Lucas Daniel                 | Einzel     | 660               | 22                | Roman Vengerov           | 6 : 0           | Beligto Zyngujew | 7 : 3           | Den Habjan Malavasic | 6 : 0        | Sławomir Napłoszek | 0 : 6         | –          | –          | –                      | –                      |      |
| Pierre Plihon                | Einzel     | 673               | 6                 | Christoffer Furnes       | 6 : 2           | Christian Weiss  | 6 : 4           | Kieran Slater        | 6 : 5        | Sjef van den Berg  | 3 : 7         | –          | –          | –                      | –                      |      |
| Jean-Charles Valladont       | Einzel     | 658               | 25                | Beligto Zyngujew         | 4 : 6           | –                | –               | –                    | –            | –                  | –             | –          | –          | –                      | –                      |      |
| Mannschaft                   | Mannschaft | 2003              | 3                 | –                        | –               | –                | –               | Deutschland          | 5 : 3        | Spanien            | 4 : 5         | –          | –          | Niederlande            | 3 : 5                  | 4    |
| Mixed                        |            |                   |                   |                          |                 |                  |                 |                      |              |                    |               |            |            |                        |                        |      |
| Laura Ruggieri Pierre Plihon | Team       | 1313              | 6                 | –                        | –               | –                | –               | Spanien              | 3 : 5        | –                  | –             | –          | –          | –                      | –                      |      |

## Boxen
| Athleten                        | Wettbewerb                    | 1. Runde (32er)      | 1. Runde (32er) | Achtelfinale             | Achtelfinale | Viertelfinale         | Viertelfinale | Halbfinale     | Halbfinale | Finale         | Finale   | Rang   |
| Athleten                        | Wettbewerb                    | Gegner               | Ergebnis        | Gegner                   | Ergebnis     | Gegner                | Ergebnis      | Gegner         | Ergebnis   | Gegner         | Ergebnis | Rang   |
| ------------------------------- | ----------------------------- | -------------------- | --------------- | ------------------------ | ------------ | --------------------- | ------------- | -------------- | ---------- | -------------- | -------- | ------ |
| Frauen                          |                               |                      |                 |                          |              |                       |               |                |            |                |          |        |
| Wassila Lkhadiri                | Fliegengewicht bis 51 kg      | –                    | –               | Stoyka Petrova           | 0:3          | –                     | –             | –              | –          | –              | –        |        |
| Delphine Mancini                | Bantamgewicht bis 54 kg       | –                    | –               | Azize Nimani             | 0:2          | –                     | –             | –              | –          | –              | –        |        |
| Estelle Mossely                 | Leichtgewicht bis 60 kg       | –                    | –               | Miranda Maqueda Jennifer | 3:0          | Marenda Romina        | 3:0           | Tasheena Bugar | 3:0        | Katie Taylor   | 0:3      | Silber |
| Männer                          |                               |                      |                 |                          |              |                       |               |                |            |                |          |        |
| Elie Konki                      | Fliegengewicht bis 52 kg      | –                    | –               | Ferhat Pehlivan          | 0:3          | –                     | –             | –              | –          | –              | –        |        |
| Samuel Kistohurry               | Bantamgewicht bis 56 kg       | Riccardo D’Andrea    | 0:3             | –                        | –            | –                     | –             | –              | –          | –              | –        |        |
| Sofiane Oumiha                  | Leichtgewicht bis 60 kg       | –                    | –               | Luke McCormick           | 3:0          | Miklós Varga          | 3:0           | Mateusz Polski | 3:0        | Albert Selimow | 0:3      | Silber |
| Hassan Amzile                   | Halbweltergewicht bis 64 kg   | Naser Shala          | 3:0             | Yauheni Dauhaliavets     | 3:0          | Vincenzo Mangiacapre  | 1:2           | –              | –          | –              | –        |        |
| Souleymane Cissokho             | Weltergewicht bis 69 kg       | –                    | –               | Balázs Bácskai           | 3:0          | Alexander Besputin    | 0:3           | –              | –          | –              | –        |        |
| Christian Mbilli Assomo-Hallier | Mittelgewicht bis 75 kg       | Victor Carapcevschii | 3:0             | Xaybula Musalov          | 0:3          | –                     | –             | –              | –          | –              | –        |        |
| Souliman Abdourachidov          | Halbschwergewicht bis 81 kg   | Siarhei Novikau      | 3:0             | Džemal Bošnjak           | 1:2          | –                     | –             | –              | –          | –              | –        |        |
| Paul Omba Biongolo              | Schwergewicht bis 91 kg       | –                    | –               | Alem Colpa               | 3:0          | Abdulqədir Abdullayev | 0:3           | –              | –          | –              | –        |        |
| Tony Yoka                       | Superschwergewicht über 91 kg | –                    | –               | István Bernáth           | 3:0          | Dean Gardiner         | 3:0           | Joseph Joyce   | 0:3        | –              | –        | Bronze |

## Fechten
| Athleten                | Wettbewerb         | Gruppenphase | Gruppenphase | 1. Runde (32er)  | 1. Runde (32er) | Achtelfinale  | Achtelfinale | Viertelfinale          | Viertelfinale | Halbfinale / Klassifikation | Halbfinale / Klassifikation | Finale / Platzierung | Finale / Platzierung | Rang   |
| Athleten                | Wettbewerb         | Bilanz       | Platzierung  | Gegner           | Ergebnis        | Gegner        | Ergebnis     | Gegner                 | Ergebnis      | Gegner                      | Ergebnis                    | Gegner               | Ergebnis             | Rang   |
| ----------------------- | ------------------ | ------------ | ------------ | ---------------- | --------------- | ------------- | ------------ | ---------------------- | ------------- | --------------------------- | --------------------------- | -------------------- | -------------------- | ------ |
| Frauen                  |                    |              |              |                  |                 |               |              |                        |               |                             |                             |                      |                      |        |
| Gaëlle Gebet            | Florett Einzel     | 3:2 Siege    | 2            | Maria Boldor     | 10:15           | –             | –            | –                      | –             | –                           | –                           | –                    | –                    |        |
| Julie Huin              | Florett Einzel     | 1:4 Siege    | 5            | Anne Sauer       | 7:15            | –             | –            | –                      | –             | –                           | –                           | –                    | –                    |        |
| Chloé Jubenot           | Florett Einzel     | 1:4 Siege    | 5            | –                | –               | –             | –            | –                      | –             | –                           | –                           | –                    | –                    |        |
| Jéromine Mpah-Njanga    | Florett Einzel     | 3:2 Siege    | 3            | Anna Szymczak    | 15:9            | Jan Alborowa  | 12:15        | –                      | –             | –                           | –                           | –                    | –                    |        |
| Florett Mannschaft      | Florett Mannschaft | –            | –            | –                | –               | –             | –            | Ungarn                 | 45:33         | Italien                     | 45:29                       | Russland             | 18:45                | Silber |
| Sara Balzer             | Säbel Einzel       | 2:3 Siege    | 5            | Marija Ridel     | 10:15           | –             | –            | –                      | –             | –                           | –                           | –                    | –                    |        |
| Flora Palu              | Säbel Einzel       | 4:1 Siege    | 2            | Margaux Rifkiss  | 12:15           | –             | –            | –                      | –             | –                           | –                           | –                    | –                    |        |
| Margaux Rifkiss         | Säbel Einzel       | 2:3 Siege    | 5            | Flora Palu       | 15:12           | Olha Schownir | 15:12        | Olena Krawazka         | 15:10         | Sevil Bünyatova             | 9:15                        | –                    | –                    | Bronze |
| Marion Stoltz           | Säbel Einzel       | 3:2 Siege    | 2            | Tatjana Suchowa  | 14:15           | –             | –            | –                      | –             | –                           | –                           | –                    | –                    |        |
| Säbel Mannschaft        | Säbel Mannschaft   | –            | –            | –                | –               | –             | –            | –                      | –             | Italien                     | 33:45                       | Russland             | 29:45                | 4      |
| Männer                  |                    |              |              |                  |                 |               |              |                        |               |                             |                             |                      |                      |        |
| Yannick Borel           | Degen Einzel       | 4:2 Siege    | 2            | Bartosz Piasecki | 14:15           | –             | –            | –                      | –             | –                           | –                           | –                    | –                    |        |
| Ronan Gustin            | Degen Einzel       | 5:1 Siege    | 2            | Márk Hanczvikkel | 15:12           | Daniel Jérent | 14:15        | –                      | –             | –                           | –                           | –                    | –                    |        |
| Daniel Jérent           | Degen Einzel       | 4:2 Siege    | 3            | Anton Glebko     | 15:7            | Ronan Gustin  | 15:14        | Bas Verwijlen          | 15:9          | Iván Trevejo                | 10:15                       | –                    | –                    | Bronze |
| Iván Trevejo            | Degen Einzel       | 5:1 Siege    | 2            | –                | –               | Dániel Berta  | 15:13        | Niko Vuorinen          | 15:10         | Daniel Jérent               | 15:10                       | Sergei Chodos        | 15:8                 | Gold   |
| Degen Mannschaft        | Degen Mannschaft   | –            | –            | –                | –               | –             | –            | –                      | –             | Italien                     | 45:27                       | Russland             | 45:32                | Gold   |
| Baptiste Mourrain       | Florett Einzel     | 2:3 Siege    | 4            | Timur Safin      | 7:15            | –             | –            | –                      | –             | –                           | –                           | –                    | –                    |        |
| Maxime Pauty            | Florett Einzel     | 2:3 Siege    | 6            | Leszek Rajski    | 14:15           | –             | –            | –                      | –             | –                           | –                           | –                    | –                    |        |
| Vincent Simon           | Florett Einzel     | 4:1 Siege    | 1            | Niklas Uftring   | 15:5            | Lorenzo Nista | 15:6         | Timur Arslanow         | 7:15          | –                           | –                           | –                    | –                    |        |
| Jean-Paul Tony Helissey | Florett Einzel     | 4:1 Siege    | 2            | Richard Kruse    | 15:9            | Timur Safin   | 15:13        | Dmitri Scherebtschenko | 15:8          | Timur Arslanow              | 10:15                       | –                    | –                    | Bronze |
| Florett Mannschaft      | Florett Mannschaft | –            | –            | –                | –               | –             | –            | –                      | –             | Vereinigtes Königreich      | 41:45                       | Russland             | 33:45                | 4      |
| Nicolas Rousset         | Säbel Einzel       | 3:2 Siege    | 3            | Luigi Miracco    | 6:15            | –             | –            | –                      | –             | –                           | –                           | –                    | –                    |        |

## Judo
| Athleten            | Wettbewerb                      | 1. Runde                 | 1. Runde  | 2. Runde            | 2. Runde  | Achtelfinale       | Achtelfinale | Viertelfinale        | Viertelfinale | Hoffnungsrunde Halbfinale | Hoffnungsrunde Halbfinale | Halbfinale        | Halbfinale | Hoffnungsrunde Finale | Hoffnungsrunde Finale | Finale / Kampf um Bronze | Finale / Kampf um Bronze | Rang   |
| Athleten            | Wettbewerb                      | Gegner                   | Ergebnis  | Gegner              | Ergebnis  | Gegner             | Ergebnis     | Gegner               | Ergebnis      | Gegner                    | Ergebnis                  | Gegner            | Ergebnis   | Gegner                | Ergebnis              | Gegner                   | Ergebnis                 | Rang   |
| ------------------- | ------------------------------- | ------------------------ | --------- | ------------------- | --------- | ------------------ | ------------ | -------------------- | ------------- | ------------------------- | ------------------------- | ----------------- | ---------- | --------------------- | --------------------- | ------------------------ | ------------------------ | ------ |
| Frauen              |                                 |                          |           |                     |           |                    |              |                      |               |                           |                           |                   |            |                       |                       |                          |                          |        |
| Annabelle Euranie   | Klasse bis 52 kg                | –                        | –         | –                   | –         | Evelyne Tschopp    | 1002-0001    | Birgit Ente          | 100-000       | –                         | –                         | Natalja Kusjutina | 0001-0001  | –                     | –                     | Andreea Chițu            | 0003-0012                | Silber |
| Laëtitia Blot       | Klasse bis 57 kg                | –                        | –         | Nora Gjakova        | 0000-1101 | –                  | –            | –                    | –             | –                         | –                         | –                 | –          | –                     | –                     | –                        | –                        |        |
| Automne Pavia       | Klasse bis 57 kg                | –                        | –         | –                   | –         | Irina Sabludina    | 100-000      | Sabrina Filzmoser    | 1101-0002     | –                         | –                         | Telma Monteiro    | 0002-0113  | Miryam Roper          | 0001-1000             | –                        | –                        | 5      |
| Clarisse Agbegnenou | Klasse bis 63 kg                | –                        | –         | –                   | –         | Khanim Huseynova   | 1000-0001    | Ana Cachola          | 101-000       | –                         | –                         | Martyna Trajdos   | 0001-0000  | Juul Franssen         | 0110-0001             | –                        | –                        | Bronze |
| Gévrise Émane       | Klasse bis 70 kg                | –                        | –         | Irina Gasijewa      | 1002-0004 | Szaundra Diedrich  | 0113-1001    | –                    | –             | –                         | –                         | –                 | –          | –                     | –                     | –                        | –                        |        |
| Marie-Ève Gahié     | Klasse bis 70 kg                | –                        | –         | Anett Breitenbach   | 0010-1001 | –                  | –            | –                    | –             | –                         | –                         | –                 | –          | –                     | –                     | –                        | –                        |        |
| Madeleine Malonga   | Klasse bis 78 kg                | –                        | –         | Gemma Gibbons       | 0013-0102 | –                  | –            | –                    | –             | –                         | –                         | –                 | –          | –                     | –                     | –                        | –                        |        |
| Audrey Tcheuméo     | Klasse bis 78 kg                | –                        | –         | –                   | –         | Assunta Galeone    | 1000-0004    | Abigél Joó           | 0112-0000     | –                         | –                         | Marhinde Verkerk  | 0001-0100  | Guusje Steenhuis      | 0002-0102             | –                        | –                        | 5      |
| Émilie Andéol       | Klasse über 78 kg               | –                        | –         | –                   | –         | Katarzyna Furmanek | 0001-0002    | Iryna Kindzerska     | 0002-0002     | –                         | –                         | Belkis Kaya       | 0012-0001  | –                     | –                     | Jasmin Külbs             | 1011-0000                | Gold   |
| Mannschaft          | Mannschaft                      | –                        | –         | –                   | –         | –                  | –            | –                    | –             | –                         | –                         | Slowenien         | 5:0        | –                     | –                     | Deutschland              | 4:1                      | Gold   |
| Männer              |                                 |                          |           |                     |           |                    |              |                      |               |                           |                           |                   |            |                       |                       |                          |                          |        |
| Vincent Limare      | Klasse bis 60 kg                | –                        | –         | Jeroen Mooren       | 000-010   | –                  | –            | –                    | –             | –                         | –                         | –                 | –          | –                     | –                     | –                        | –                        |        |
| Loïc Korval         | Klasse bis 66 kg                | –                        | –         | Aleksander Beta     | 0011-0002 | Golan Pollack      | 0012-0001    | Dsmitryj Scherschan  | 1002-0002     | –                         | –                         | Michail Puljajew  | 0101-0000  | –                     | –                     | Kamal Chan-Magomedow     | 0012-0103                | Silber |
| David Larose        | Klasse bis 66 kg                | –                        | –         | David Ramos Ramirez | 100-000   | Heorhij Santaraja  | 0002-0001    | –                    | –             | –                         | –                         | –                 | –          | –                     | –                     | –                        | –                        |        |
| Pierre Duprat       | Klasse bis 73 kg                | Lascha Schawdatuaschwili | 0012-0002 | Jakub Ječmínek      | 1000-0002 | Miklós Ungvári     | 0010-1003    | –                    | –             | –                         | –                         | –                 | –          | –                     | –                     | –                        | –                        |        |
| Florent Urani       | Klasse bis 73 kg                | Bayram Ceylan            | 1000-0004 | Nugzar Tatalashvili | 0002-0001 | –                  | –            | –                    | –             | –                         | –                         | –                 | –          | –                     | –                     | –                        | –                        |        |
| Loïc Pietri         | Klasse bis 81 kg                | –                        | –         | Robin Pacek         | 0001-0002 | Łukasz Błach       | 0103-0003    | Alexander Wieczerzak | 0001-0101     | Witalij Dudtschyk         | 1103-0003                 | –                 | –          | Sven Maresch          | 1003-0003             | –                        | –                        | Bronze |
| Alexandre Iddir     | Klasse bis 90 kg                | –                        | –         | Karolis Bauža       | 1003-0002 | Mihael Žgank       | 0001-0102    | –                    | –             | –                         | –                         | –                 | –          | –                     | –                     | –                        | –                        |        |
| Cyrille Maret       | Klasse bis 100 kg               | –                        | –         | –                   | –         | Peter Paltchik     | 100-000      | Karl-Richard Frey    | 1010-0004     | –                         | –                         | Lukáš Krpálek     | 0001-1000  | Dimitri Peters        | 0010-0003             | –                        | –                        | Bronze |
| Julien Taurines     | Klasse über 90 kg Sehbehinderte | –                        | –         | –                   | –         | –                  | –            | Alexander Parassjuk  | 000-100       | Mislimov Zakir            | 0001-1011                 | –                 | –          | –                     | –                     | –                        | –                        |        |
| Mannschaft          | Mannschaft                      | –                        | –         | –                   | –         | –                  | –            | Portugal             | 4:1           | –                         | –                         | Russland          | 4:1        | –                     | –                     | Georgien                 | 4:1                      | Gold   |

## Kanu
| Athleten                                               | Wettbewerb | Vorlauf    | Vorlauf | Halbfinale | Halbfinale | Finale     | Finale | Rang   |
| Athleten                                               | Wettbewerb | Zeit (min) | Rang    | Zeit (min) | Rang       | Zeit (min) | Rang   | Rang   |
| ------------------------------------------------------ | ---------- | ---------- | ------- | ---------- | ---------- | ---------- | ------ | ------ |
| Frauen                                                 |            |            |         |            |            |            |        |        |
| Sarah Guyot                                            | K1 200 m   | 0:40,750   | 4       | 0:40,423   | 4          | 0:41,419   | 4      | 4      |
| Sarah Guyot                                            | K1 500 m   | 1:55,959   | 17      | 1:50,619   | 7          | 2:19,764   | 18     | 18     |
| Léa Jamelot Amandine Lhote Sarah Troël Gabrielle Tuleu | K4 500 m   | 1:37,069   | 9       | 1:31,596   | 3          | 1:37,825   | 9      | 9      |
| Männer                                                 |            |            |         |            |            |            |        |        |
| Arnaud Hybois                                          | K1 200 m   | 0:35,731   | 9       | 0:35,157   | 9          | 0:36,835   | 12     | 12     |
| Cyrille Carré                                          | K1 1000 m  | 3:37,460   | 4       | 3:24,237   | 4          | 3:33,336   | 7      | 7      |
| Cyrille Carré                                          | K1 5000 m  | -          | -       | -          | -          | 20:42,081  | 3      | Bronze |
| Maxime Beaumont Sébastien Jouve                        | K2 200 m   | 0:32,224   | 7       | 0:31,530   | 1          | 0:32,768   | 8      | 8      |
| Arnaud Hybois Étienne Hubert                           | K2 1000 m  | 3:17,367   | 8       | 3:08,955   | 4          | -          | -      |        |
| Thomas Simart                                          | C1 200 m   | 0:40,211   | 11      | 0:38,780   | 4          | 0:40,745   | 7      | 7      |
| Mathieu Goubel                                         | C1 1000 m  | 4:21,880   | 13      | 3:47,049   | 3          | 4:03,486   | 9      | 9      |

## Karate
| Athleten           | Wettbewerb        | Gruppenphase                                                     | Gruppenphase | Halbfinale           | Halbfinale | Finale/Kampf um Bronze | Finale/Kampf um Bronze | Rang   |
| Athleten           | Wettbewerb        | Gegner                                                           | Ergebnis     | Gegner               | Ergebnis   | Gegner                 | Ergebnis               | Rang   |
| ------------------ | ----------------- | ---------------------------------------------------------------- | ------------ | -------------------- | ---------- | ---------------------- | ---------------------- | ------ |
| Frauen             |                   |                                                                  |              |                      |            |                        |                        |        |
| Sandy Scordo       | Kata              | Veronika Mišková Sandra Jaime Sánchez Karen Dolphin              | 3:2 1:4 5:0  | Dilara Bozan         | 3:2        | Sandra Jaime Sánchez   | 5:0                    | Silber |
| Lucie Ignace       | Kumite bis 50 kg  | Kateryna Kryva Mariya Koulinkovitch Duygu Bugur                  | 0:0 2:0 1:0  | Bettina Plank        | 0:2        | Kateryna Kryva         | 0:0                    | Bronze |
| Lucie Ignace       | Kumite bis 55 kg  | Bettina Alstadsaether Branka Arandjelovic Cristina Ferrer García | 7:0 3:0 0:0  | Ilaha Gasimova       | 6:1        | Jelena Kovačević       | 2:1                    | Gold   |
| Lucie Ignace       | Kumite bis 61 kg  | Tjaša Ristić Nele De Vos Irene Colomar Costa                     | 0:0 2:0 3:0  | Ana Lenard           | 1:0        | Merve Çoban            | 1:1                    | Gold   |
| Nadège Ait-Ibrahim | Kumite über 68 kg | Hana Antunovic Aytan Samadli Maša Martinović                     | 1:1 5:0 2:8  | –                    | –          | –                      | –                      |        |
| Männer             |                   |                                                                  |              |                      |            |                        |                        |        |
| Minh Dack          | Kata              | Adrian Guta Tural Baljanli Mehmet Yakan                          | 5:0 1:4      | Damian Hugo Quintero | 0:5        | Mehmet Yakan           | 1:4                    | 4      |
| Sofiane Agoudjil   | Kumite bis 60 kg  | Marko Antić Emil Pavlov Jewgeni Plachutin                        | 0:1 1:2 0:0  | –                    | –          | –                      | –                      |        |
| Steven Da Costa    | Kumite bis 67 kg  | Manuel Rasero Ruiz Niyazi Aliyev Irakli Tkebuchava               | 10:2 1:3 1:0 | Ricardo Giegler      | 4:2        | Burak Uygur            | 3:3                    | Silber |
| Logan Da Costa     | Kumite bis 75 kg  | Noah Bitsch Luigi Busà Panayiotis Loizides                       | 0:0 0:2 9:1  | –                    | –          | –                      | –                      |        |
| Kenji Grillon      | Kumite bis 84 kg  | Yaroslav Horuna Tzanos Michail Georgios Aykhan Mamayev           | 0:1 4:5 1:6  | –                    | –          | –                      | –                      |        |

## Radsport

### BMX
| Athleten        | Wettbewerb | Qualifikation | Qualifikation | Viertelfinale | Viertelfinale | Halbfinale | Halbfinale | Finale   | Finale | Rang   |
| Athleten        | Wettbewerb | Zeit          | Rang          | Punkte        | Rang          | Zeit       | Rang       | Zeit     | Rang   | Rang   |
| --------------- | ---------- | ------------- | ------------- | ------------- | ------------- | ---------- | ---------- | -------- | ------ | ------ |
| Frauen          |            |               |               |               |               |            |            |          |        |        |
| Magalie Pottier | Race       | 37,711 s      | 5             | 5             | 1             | –          | –          | 37,287 s | 2      | Silber |
| Sandie Thibaut  | Race       | 38,209 s      | 7             | 14            | 5             | –          | –          | –        | –      |        |
| Männer          |            |               |               |               |               |            |            |          |        |        |
| Sylvain André   | Race       | 33,773 s      | 7             | 4             | 1             | 34,020 s   | 3          | 34,352 s | 4      | 4      |
| Joris Daudet    | Race       | 32,938 s      | 1             | 3             | 1             | 33,192 s   | 2          | 33,012 s | 1      | Gold   |
| Amidou Mir      | Race       | 33,616 s      | 4             | 3             | 1             | 33,755 s   | 1          | 35,100 s | 6      | 6      |

### Mountainbike
| Athleten         | Wettbewerb    | Zeit (h) | Rang |
| ---------------- | ------------- | -------- | ---- |
| Frauen           |               |          |      |
| Perrine Clauzel  | Cross-Country | 1:43:02  | 17   |
| Margot Moschetti | Cross-Country | 1:38:24  | 11   |
| Männer           |               |          |      |
| Hugo Drechou     | Cross-Country | 1:51:33  | 21   |
| Maxime Marotte   | Cross-Country | 1:44:28  | 8    |
| Jordan Sarrou    | Cross-Country | 1:48:16  | 13   |

### Straße
| Athleten           | Wettbewerb      | Zeit                 | Rang                 |
| ------------------ | --------------- | -------------------- | -------------------- |
| Frauen             |                 |                      |                      |
| Annabelle Dreville | Straßenrennen   | 3:25:57              | 33                   |
| Annabelle Dreville | Einzelzeitfahrt | 35:33,97             | 17                   |
| Fiona Dutriaux     | Straßenrennen   | Rennen nicht beendet | Rennen nicht beendet |
| Soline Lamboley    | Straßenrennen   | Rennen nicht beendet | Rennen nicht beendet |
| Fanny Riberot      | Straßenrennen   | Rennen nicht beendet | Rennen nicht beendet |
| Männer             |                 |                      |                      |
| Julian Alaphilippe | Straßenrennen   | Rennen nicht beendet | Rennen nicht beendet |
| Thomas Boudat      | Straßenrennen   | Rennen nicht beendet | Rennen nicht beendet |
| Maxime Bouet       | Straßenrennen   | Rennen nicht beendet | Rennen nicht beendet |
| Maxime Bouet       | Einzelzeitfahrt | 1:03:15,93           | 15                   |
| Séverine Eraud     | Straßenrennen   | Rennen nicht beendet | Rennen nicht beendet |
| Séverine Eraud     | Einzelzeitfahrt | 36:45,99             | 28                   |
| Alexis Gougeard    | Straßenrennen   | Rennen nicht beendet | Rennen nicht beendet |
| Alexis Gougeard    | Einzelzeitfahrt | 1:05:21,52           | 25                   |
| Kévin Ledanois     | Straßenrennen   | 5:27:33              | 10                   |
| Anthony Turgis     | Straßenrennen   | 5:27:29              | 9                    |
| Anthony Turgis     | Einzelzeitfahrt | 1:10:15,51           | 37                   |

## Ringen
| Athleten                         | Wettbewerb       | 1. Runde                 | 1. Runde | Achtelfinale          | Achtelfinale | Viertelfinale          | Viertelfinale | Halbfinale | Halbfinale | Hoffnungsrunde Viertelfinale | Hoffnungsrunde Viertelfinale | Hoffnungsrunde Halbfinale | Hoffnungsrunde Halbfinale | Hoffnungsrunde Finale | Hoffnungsrunde Finale | Finale | Finale   | Rang   |
| Athleten                         | Wettbewerb       | Gegner                   | Ergebnis | Gegner                | Ergebnis     | Gegner                 | Ergebnis      | Gegner     | Ergebnis   | Gegner                       | Ergebnis                     | Gegner                    | Ergebnis                  | Gegner                | Ergebnis              | Gegner | Ergebnis | Rang   |
| -------------------------------- | ---------------- | ------------------------ | -------- | --------------------- | ------------ | ---------------------- | ------------- | ---------- | ---------- | ---------------------------- | ---------------------------- | ------------------------- | ------------------------- | --------------------- | --------------------- | ------ | -------- | ------ |
| Freistil Frauen                  |                  |                          |          |                       |              |                        |               |            |            |                              |                              |                           |                           |                       |                       |        |          |        |
| Julie Sabatié                    | Klasse bis 48 kg | –                        | –        | Wanessa Kaladsinskaja | 3:0          | Mariya Stadnik         | 0:4           | –          | –          | –                            | –                            | Liliana Costa Dos Santos  | 3:0                       | Iwona Matkowska       | 0:3                   | –      | –        | 4      |
| Mélanie Lesaffre                 | Klasse bis 53 kg | Natalja Malyschewa       | 0:3      | –                     | –            | –                      | –             | –          | –          | –                            | –                            | –                         | –                         | –                     | –                     | –      | –        |        |
| Mathilde Rivière                 | Klasse bis 55 kg | –                        | –        | Katarzyna Krawczyk    | 1:3          | –                      | –             | –          | –          | Ewelina Nikolowa             | 0:3                          | –                         | –                         | –                     | –                     | –      | –        |        |
| Aurélie Basset                   | Klasse bis 58 kg | –                        | –        | Paulina Grabowska     | 3:1          | Elif Jale Yeşilırmak   | 0:5           | –          | –          | –                            | –                            | –                         | –                         | –                     | –                     | –      | –        |        |
| griechisch-römischer Stil Männer |                  |                          |          |                       |              |                        |               |            |            |                              |                              |                           |                           |                       |                       |        |          |        |
| Tarik Belmadani                  | Klasse bis 59 kg | Aleksandar Kostadinov    | 4:0      | Soslan Daurov         | 3:1          | –                      | –             | –          | –          | Dmytro Kosenok               | 4:0                          | Deniz Menekşe             | 3:0                       | Victor Ciobanu        | 3:1                   | –      | –        | Bronze |
| Artak Margaryan                  | Klasse bis 66 kg | Georgian Carpen          | 3:1      | Matthias Maasch       | 1:4          | –                      | –             | –          | –          | –                            | –                            | –                         | –                         | –                     | –                     | –      | –        |        |
| Evrik Nikoghosyan                | Klasse bis 75 kg | Jure Kuhar               | 3:0      | Tschingis Labasanow   | 0:4          | –                      | –             | –          | –          | –                            | –                            | –                         | –                         | –                     | –                     | –      | –        |        |
| Mélonin Noumonvi                 | Klasse bis 98 kg | –                        | –        | Daniel Gastl          | 3:0          | Dimitrij Timtschenko   | 0:3           | –          | –          | –                            | –                            | Laokratis Kesidis         | 3:0                       | Tsimafei Dzeinichenka | 3:0                   | –      | –        | Bronze |
| Freistil Männer                  |                  |                          |          |                       |              |                        |               |            |            |                              |                              |                           |                           |                       |                       |        |          |        |
| Zoheir El Ouarraqe               | Klasse bis 57 kg | –                        | –        | Yaşar Əliyev          | 1:3          | –                      | –             | –          | –          | –                            | –                            | –                         | –                         | –                     | –                     | –      | –        |        |
| Maxime Fiquet                    | Klasse bis 65 kg | –                        | –        | Steven Graf           | 3:1          | Toğrul Əsgərov         | 0:4           | –          | –          | –                            | –                            | Iljas Bekbulatow          | 1:3                       | –                     | –                     | –      | –        |        |
| Zelimkhan Khadjiev               | Klasse bis 74 kg | Alberto Martinez Navarro | 3:0      | Alexandru Burcă       | 3:0          | Aniuar Gedujew         | 0:4           | –          | –          | –                            | –                            | Ali Schabanau             | 1:3                       | –                     | –                     | –      | –        |        |
| Akhmed Aibuev                    | Klasse bis 86 kg | –                        | –        | Xenidis Timofei       | 3:1          | Radosław Marcinkiewicz | 1:3           | –          | –          | –                            | –                            | –                         | –                         | –                     | –                     | –      | –        |        |

## Sambo
| Athleten        | Wettbewerb       | Achtelfinale           | Achtelfinale | Viertelfinale       | Viertelfinale | Hoffnungsrunde Halbfinale | Hoffnungsrunde Halbfinale | Halbfinale     | Halbfinale | Hoffnungsrunde Finale | Hoffnungsrunde Finale | Finale / Kampf um Bronze | Finale / Kampf um Bronze | Rang   |
| Athleten        | Wettbewerb       | Gegner                 | Ergebnis     | Gegner              | Ergebnis      | Gegner                    | Ergebnis                  | Gegner         | Ergebnis   | Gegner                | Ergebnis              | Gegner                   | Ergebnis                 | Rang   |
| --------------- | ---------------- | ---------------------- | ------------ | ------------------- | ------------- | ------------------------- | ------------------------- | -------------- | ---------- | --------------------- | --------------------- | ------------------------ | ------------------------ | ------ |
| Frauen          |                  |                        |              |                     |               |                           |                           |                |            |                       |                       |                          |                          |        |
| Estelle Friquin | Klasse bis 52 kg | –                      | –            | Magdalena Warbanowa | 1:3           | –                         | –                         | –              | –          | –                     | –                     | –                        | –                        |        |
| Sarah Loko      | Klasse bis 64 kg | –                      | –            | Olena Sajko         | 1:3           | –                         | –                         | –              | –          | Ecaterina Cretu       | 4:0                   | –                        | –                        | Bronze |
| Celine Conde    | Klasse bis 68 kg | Tea Sukhitashvili      | 3:1          | Gabriela Gigova     | 3:1           | –                         | –                         | Volha Namazava | 0:4        | –                     | –                     | Narmina Alizada          | 4:0                      | Bronze |
| Männer          |                  |                        |              |                     |               |                           |                           |                |            |                       |                       |                          |                          |        |
| Jordan Amoros   | Klasse bis 74 kg | Muhammet Yahya Karataş | 3:1          | Martin Ivanov       | 1:3           | –                         | –                         | –              | –          | –                     | –                     | –                        | –                        |        |

## Schießen
| Athleten                            | Klasse  | Wettbewerb                           | Qualifikation   | Qualifikation | Finale          | Finale | Rang   |
| Athleten                            | Klasse  | Wettbewerb                           | Ringe/ Scheiben | Rang          | Ringe/ Scheiben | Rang   | Rang   |
| ----------------------------------- | ------- | ------------------------------------ | --------------- | ------------- | --------------- | ------ | ------ |
| Frauen                              |         |                                      |                 |               |                 |        |        |
| Lucie Anastassiou                   | Flinte  | Skeet                                | 68              | 12            | –               | –      |        |
| Carole Cormenier                    | Flinte  | Trap                                 | 67              | 16            | –               | –      |        |
| Marina Sauzet                       | Flinte  | Trap                                 | 69              | 11            | –               | –      |        |
| Laurence Brize                      | Gewehr  | Kleinkaliber Dreistellungskampf 50 m | 580             | 6             | 454,6           | 2      | Silber |
| Judith Gomez                        | Gewehr  | Luftgewehr 10 m                      | 412,4           | 19            | –               | –      |        |
| Judith Gomez                        | Gewehr  | Kleinkaliber Dreistellungskampf 50 m | 563             | 31            | –               | –      |        |
| Céline Goberville                   | Pistole | Luftpistole 10 m                     | 380             | 13            | –               | –      |        |
| Céline Goberville                   | Pistole | Sportpistole 25 m                    | 578             | 9             | –               | –      |        |
| Stephanie Tirode                    | Pistole | Luftpistole 10 m                     | 375             | 24            | –               | –      |        |
| Stephanie Tirode                    | Pistole | Sportpistole 25 m                    | 573             | 21            | –               | –      |        |
| Männer                              |         |                                      |                 |               |                 |        |        |
| Éric Delaunay                       | Flinte  | Skeet                                | 119             | 18            | –               | –      |        |
| Antonin Desert                      | Flinte  | Trap                                 | 121             | 7             | –               | –      |        |
| Anthony Terras                      | Flinte  | Skeet                                | 124             | 1             | –               | –      |        |
| Cyril Graff                         | Gewehr  | Kleinkaliber Dreistellungskampf 50 m | 1130            | 30            | –               | –      |        |
| Pierre Edmond Piasecki              | Gewehr  | Luftgewehr 10 m                      | 621,7           | 20            | –               | –      |        |
| Alexis Raynaud                      | Gewehr  | Luftgewehr 10 m                      | 621,7           | 21            | –               | –      |        |
| Alexis Raynaud                      | Gewehr  | Kleinkaliber liegend 50 m            | 613,6           | 17            | –               | –      |        |
| Valérian Sauveplane                 | Gewehr  | Kleinkaliber Dreistellungskampf 50 m | 1155            | 5             | 456,2           | 1      | Gold   |
| Valérian Sauveplane                 | Gewehr  | Kleinkaliber liegend 50 m            | 616,0           | 9             | –               | –      |        |
| Antoine Adamus                      | Pistole | Luftpistole 10 m                     | 564             | 31            | –               | –      |        |
| Antoine Adamus                      | Pistole | Freie Pistole 50 m                   | 515             | 30            | –               | –      |        |
| Clément Bessaguet                   | Pistole | Sportpistole 25 m                    | 581             | 7             | –               | –      |        |
| Fabrice Daumal                      | Pistole | Sportpistole 25 m                    | 583             | 5             | 7               | 6      | 6      |
| Mathieu Perie                       | Pistole | Luftpistole 10 m                     | 575             | 17            | –               | –      |        |
| Mathieu Perie                       | Pistole | Freie Pistole 50 m                   | 550             | 15            | –               | –      |        |
| Mixed                               |         |                                      |                 |               |                 |        |        |
| Lucie Anastassiou Anthony Terras    | Flinte  | Skeet                                | 91              | 5             | 28              | 3      | Bronze |
| Carole Cormenier Antonin Desert     | Flinte  | Trap                                 | 91              | 2             | –               | –      |        |
| Judith Gomez Pierre Edmond Piasecki | Gewehr  | Luftgewehr 10 m                      | 514,1           | 10            | –               | –      |        |
| Céline Goberville Mathieu Perie     | Pistole | Luftpistole 10 m                     | 465             | 16            | –               | –      |        |

## Taekwondo
| Athleten           | Wettbewerb        | Achtelfinale                | Achtelfinale | Viertelfinale            | Viertelfinale | Hoffnungsrunde Halbfinale | Hoffnungsrunde Halbfinale | Halbfinale                | Halbfinale | Hoffnungsrunde Finale / Bronzekampf | Hoffnungsrunde Finale / Bronzekampf | Finale        | Finale   | Rang |
| Athleten           | Wettbewerb        | Gegner                      | Ergebnis     | Gegner                   | Ergebnis      | Gegner                    | Ergebnis                  | Gegner                    | Ergebnis   | Gegner                              | Ergebnis                            | Gegner        | Ergebnis | Rang |
| ------------------ | ----------------- | --------------------------- | ------------ | ------------------------ | ------------- | ------------------------- | ------------------------- | ------------------------- | ---------- | ----------------------------------- | ----------------------------------- | ------------- | -------- | ---- |
| Frauen             |                   |                             |              |                          |               |                           |                           |                           |            |                                     |                                     |               |          |      |
| Yasmina Aziez      | Klasse bis 49 kg  | Sarah Malykke               | 5:4          | Ivett Gonda              | 0:1           | –                         | –                         | –                         | –          | –                                   | –                                   | –             | –        |      |
| Floriane Liborio   | Klasse bis 57 kg  | Manuela Bezzola             | 6:0          | Nikita Glasnovic         | 5:6           | –                         | –                         | –                         | –          | –                                   | –                                   | –             | –        |      |
| Haby Niaré         | Klasse bis 67 kg  | Elpida-Marina Dimitropoulou | 13:3         | Lua Maria Pineiro Devesa | 8:4           | –                         | –                         | Anastassija Baryschnikowa | 3:11       | Nur Tatar                           | 7:8                                 | –             | –        | 4    |
| Gwladys Épangue    | Klasse über 67 kg | Nuša Rajher                 | 6:2          | Olga Iwanowa             | 7:3           | –                         | –                         | Iva Radoš                 | 13:6       | –                                   | –                                   | Milica Mandić | 9:8      | Gold |
| Männer             |                   |                             |              |                          |               |                           |                           |                           |            |                                     |                                     |               |          |      |
| Dylan Chellamootoo | Klasse bis 58 kg  | Max Cater                   | 4:7          | –                        | –             | –                         | –                         | –                         | –          | –                                   | –                                   | –             | –        |      |
| Stevens Barclais   | Klasse bis 68 kg  | Vladislav Arventii          | 4:8          | –                        | –             | –                         | –                         | –                         | –          | –                                   | –                                   | –             | –        |      |
| Torann Maizeroi    | Klasse bis 80 kg  | Piotr Paziński              | 4:3          | Roberto Botta            | 6:7           | –                         | –                         | –                         | –          | –                                   | –                                   | –             | –        |      |
| Omar El Yazidi     | Klasse über 80 kg | Vedran Golec                | 7:10         | –                        | –             | –                         | –                         | –                         | –          | –                                   | –                                   | –             | –        |      |

## Tischtennis
| Athleten                                      | Wettbewerb | 1. Runde       | 1. Runde | 2. Runde          | 2. Runde | Achtelfinale                                 | Achtelfinale | Viertelfinale | Viertelfinale | Halbfinale | Halbfinale | Finale/Spiel um Platz 3 | Finale/Spiel um Platz 3 | Rang   |
| Athleten                                      | Wettbewerb | Gegner         | Ergebnis | Gegner            | Ergebnis | Gegner                                       | Ergebnis     | Gegner        | Ergebnis      | Gegner     | Ergebnis   | Gegner                  | Ergebnis                | Rang   |
| --------------------------------------------- | ---------- | -------------- | -------- | ----------------- | -------- | -------------------------------------------- | ------------ | ------------- | ------------- | ---------- | ---------- | ----------------------- | ----------------------- | ------ |
| Frauen                                        |            |                |          |                   |          |                                              |              |               |               |            |            |                         |                         |        |
| Carole Grundisch                              | Einzel     | Sarah De Nutte | 4:3      | Melek Hu          | 1:4      | –                                            | –            | –             | –             | –          | –          | –                       | –                       |        |
| Xue Li                                        | Einzel     | –              | –        | Rūta Paškauskienė | 4:1      | Li Jie                                       | 2:4          | –             | –             | –          | –          | –                       | –                       |        |
| Carole Grundisch Xue Li Xian Yi Fang          | Mannschaft | –              | –        | –                 | –        | Aserbaidschan                                | 3:0          | Tschechien    | 1:3           | –          | –          | –                       | –                       |        |
| Männer                                        |            |                |          |                   |          |                                              |              |               |               |            |            |                         |                         |        |
| Simon Gauzy                                   | Einzel     | –              | –        | Daniel Kosiba     | 4:2      | Uladsimir Samsonau (engl. Vladimir Samsonov) | 2:4          | –             | –             | –          | –          | –                       | –                       |        |
| Adrien Mattenet                               | Einzel     | –              | –        | Wang Zeng Yi      | 4:3      | Dimitrij Ovtcharov                           | 0:4          | –             | –             | –          | –          | –                       | –                       |        |
| Simon Gauzy Emmanuel Lebesson Adrien Mattenet | Mannschaft | –              | –        | –                 | –        | Griechenland                                 | 3:1          | Belarus       | 3:0           | –          | –          | Portugal                | 1:3                     | Silber |

## Triathlon
| Athleten          | Wettbewerb | Zeit (h)      | Rang          |
| ----------------- | ---------- | ------------- | ------------- |
| Frauen            |            |               |               |
| Margot Garabedian | Einzel     | 2:04:41       | 11            |
| Léonie Périault   | Einzel     | nicht beendet | nicht beendet |
| Männer            |            |               |               |
| Léo Bergere       | Einzel     | 1:50:37       | 13            |
| Lucas Jacolin     | Einzel     | 1:52:13       | 23            |

## Turnen

### Aerobic
| Athletinnen                                                                       | Wettbewerb | Qualifikation | Qualifikation | Finale | Finale | Rang |
| Athletinnen                                                                       | Wettbewerb | Punkte        | Rang          | Punkte | Rang   | Rang |
| --------------------------------------------------------------------------------- | ---------- | ------------- | ------------- | ------ | ------ | ---- |
| Lauréna Giunipero Maxime Decker-Breitel                                           | Mixed Paar | 20,200        | 6             | 20,250 | 5      | 5    |
| Lauréna Giunipero Maxime Decker-Breitel Benjamin Garavel Gavin Jourdan David Orta | Mannschaft | 19,777        | 5             | 19,933 | 5      | 5    |

### Akrobatik
| Athletinnen                                | Wettbewerb       | Qualifikation | Qualifikation | Finale | Finale | Rang |
| Athletinnen                                | Wettbewerb       | Punkte        | Rang          | Punkte | Rang   | Rang |
| ------------------------------------------ | ---------------- | ------------- | ------------- | ------ | ------ | ---- |
| Tiphanie Bonnet Agathe Meunier Laura Viaud | Gruppe Mehrkampf | –             | –             | 78,030 | 8      | 8    |
| Tiphanie Bonnet Agathe Meunier Laura Viaud | Gruppe Balance   | 26,030        | 8             | –      | –      |      |
| Tiphanie Bonnet Agathe Meunier Laura Viaud | Gruppe Dynamik   | 26,280        | 9             | –      | –      |      |

### Geräteturnen
| Athletinnen    | Wettbewerb           | Sprung | Sprung | Stufenbarren | Stufenbarren | Boden  | Boden | Schwebebalken | Schwebebalken | Gesamt  | Gesamt |
| Athletinnen    | Wettbewerb           | Punkte | Rang   | Punkte       | Rang         | Punkte | Rang  | Punkte        | Rang          | Punkte  | Rang   |
| -------------- | -------------------- | ------ | ------ | ------------ | ------------ | ------ | ----- | ------------- | ------------- | ------- | ------ |
| Frauen         |                      |        |        |              |              |        |       |               |               |         |        |
| Marine Brevet  | Qualifikation        | –      | –      | 13,033       | 21           | 13,266 | 17    | 13,600        | 12            | 54,032  | 10     |
| Anne Kuhm      | Qualifikation        | –      | –      | 12,800       | 25           | 12,766 | 26    | 13,666        | 11            | 53,132  | 14     |
| Valentin Pikul | Qualifikation        | –      | –      | 13,433       | 14           | 13,600 | 6     | 13,433        | 16            | 54,566  | 8      |
| Mannschaft     | Mehrkampf Mannschaft | 28,233 | 4      | 26,466       | 8            | 26,866 | 5     | 27,266        | 4             | 108,831 | 4      |
| Valentin Pikul | Mehrkampf Einzel     | 14,033 |        | 13,433       |              | 12,233 |       | 13,300        |               | 52,999  | 8      |
| Valentin Pikul | Boden                | –      | –      | –            | –            | 12,766 | 6     | –             | –             | –       | –      |

| Athleten             | Wettbewerb           | Boden  | Boden | Pauschenpferd | Pauschenpferd | Ringe  | Ringe | Sprung | Sprung | Barren | Barren | Reck   | Reck | Gesamt  | Gesamt |
| Athleten             | Wettbewerb           | Punkte | Rang  | Punkte        | Rang          | Punkte | Rang  | Punkte | Rang   | Punkte | Rang   | Punkte | Rang | Punkte  | Rang   |
| -------------------- | -------------------- | ------ | ----- | ------------- | ------------- | ------ | ----- | ------ | ------ | ------ | ------ | ------ | ---- | ------- | ------ |
| Männer               |                      |        |       |               |               |        |       |        |        |        |        |        |      |         |        |
| Axel Augis           | Qualifikation        | 12,933 | 63    | 14,566        | 8             | 13,800 | 20    | –      | –      | 15,100 | 9      | 14,666 | 11   | 85,198  | 10     |
| Guillaume Augugliaro | Qualifikation        | 13,633 | 48    | 14,200        | 14            | 14,600 | 8     | –      | –      | 14,433 | 19     | 13,866 | 31   | 85,032  | 12     |
| Julien Gobaux        | Qualifikation        | 14,366 | 19    | 12,833        | 45            | 13,100 | 47    | –      | –      | 14,666 | 15     | 14,100 | 21   | 83,365  | 20     |
| Mannschaft           | Mannschaft Mehrkampf | 27,999 | 13    | 28,766        | 3             | 28,400 | 4     | 28,600 | 12     | 29,766 | 4      | 28,766 | 7    | 172,297 | 6      |
| Axel Augis           | Mehrkampf Einzel     | 13,700 |       | 12,700        |               | 13,866 |       | 14,766 |        | 14,166 |        | 14,600 |      | 83,798  | 10     |
| Axel Augis           | Barren               | –      | –     | –             | –             | –      | –     | –      | –      | 15,000 | 4      | –      | –    | –       | –      |
| Guillaume Augugliaro | Ringe                | –      | –     | –             | –             | 14,033 | 5     | –      | –      | –      | –      | –      | –    | –       | –      |

### Rhythmische Sportgymnastik
| Athletinnen         | Wettbewerb | Qualifikation | Qualifikation | Finale | Finale | Rang |
| Athletinnen         | Wettbewerb | Punkte        | Rang          | Punkte | Rang   | Rang |
| ------------------- | ---------- | ------------- | ------------- | ------ | ------ | ---- |
| Frauen              |            |               |               |        |        |      |
| Kseniya Moustafaeva | Mehrkampf  | –             | –             | 70,100 | 7      | 7    |
| Kseniya Moustafaeva | Reifen     | 17,700        | 9             | –      | –      |      |
| Kseniya Moustafaeva | Ball       | 17,750        | 9             | –      | –      |      |
| Kseniya Moustafaeva | Keulen     | 17,000        | 11            | –      | –      |      |
| Kseniya Moustafaeva | Band       | 17,650        | 8             | –      | –      |      |

### Trampolin
| Athleten                        | Wettbewerb | Qualifikation | Qualifikation | Finale | Finale | Rang   |
| Athleten                        | Wettbewerb | Punkte        | Rang          | Punkte | Rang   | Rang   |
| ------------------------------- | ---------- | ------------- | ------------- | ------ | ------ | ------ |
| Frauen                          |            |               |               |        |        |        |
| Marine Jurbert                  | Einzel     |               |               | 51,285 | 6      | 6      |
| Joëlle Vallez                   | Einzel     |               |               | –      | –      |        |
| Marine Jurbert Joëlle Vallez    | Synchron   | 84,700        | 2             | 44,600 | 2      | Silber |
| Männer                          |            |               |               |        |        |        |
| Sébastien Martiny               | Einzel     |               |               | –      | –      |        |
| Allan Morante                   | Einzel     |               |               | 56,700 | 4      | 4      |
| Sébastien Martiny Allan Morante | Synchron   | 73,200        | 7             | –      | –      |        |

## Volleyball
| Wettbewerb             | Männer |
| ---------------------- | --- |
| Athleten               | Jonas Aguenier Trévor Clévenot Raphaël Corre Nicolas Gardien Baptiste Geiler Quentin Jouffroy Petelo Kolokilagi Yacine Louati Steve Peironet Guillaume Quesque Nicolas Rossard Toafa Takaniko Philippe Tuitoga Jhon Wendt |
| Gruppenphase           | Polen 2:3 (27:25, 20:25, 20:25, 25:10, 10:15) Finnland 3:0 (26:24, 25:23, 25:23) Aserbaidschan 3:0 (25:17, 25:16, 25:18) Türkei 3:0 (25:23, 25:19, 25:16) Serbien 3:2 (21:25, 17:25, 25:23, 25:18, 15:11)                 |
| Viertelfinale          | Russland 0:3 (23:25, 23:25, 22:25) |
| Halbfinale             | ausgeschieden |
| Finale/Spiel um Bronze | ausgeschieden |
| Platzierung            | 5. |

## Wassersport

### Schwimmen
Hier fanden Jugendwettbewerbe statt. Bei den Frauen ist das die U17 (Jahrgang 1999) und bei den Männern die U19 (Jahrgang 1997).
| Athleten                                                      | Wettbewerb          | Vorlauf     | Vorlauf | Halbfinale  | Halbfinale | Finale       | Finale | Rang   |
| Athleten                                                      | Wettbewerb          | Zeit        | Rang    | Zeit        | Rang       | Zeit         | Rang   | Rang   |
| ------------------------------------------------------------- | ------------------- | ----------- | ------- | ----------- | ---------- | ------------ | ------ | ------ |
| Frauen                                                        |                     |             |         |             |            |              |        |        |
| Nolwenn Hervé                                                 | 50 m Brust          | 32,45 s     | 4       | 32,07 s     | 4          | 32,08 s      | 3      | Bronze |
| Nolwenn Hervé                                                 | 100 m Brust         | 1:11,59 min | 9       | 1:11,75 min | 11         | -            | -      |        |
| Pauline Mahieu                                                | 50 m Rücken         | 28,69 s     | 1       | 28,74 s     | 2          | 28,70 s      | 2      | Silber |
| Pauline Mahieu                                                | 100 m Rücken        | 1:02,41 min | 3       | 1:01,97 min | 2          | 1:01,34 min  | 3      | Bronze |
| Léa Marchal                                                   | 400 m Freistil      | 4:19,27 min | 6       | -           | -          | 4:19,67 min  | 6      | 6      |
| Léa Marchal                                                   | 800 m Freistil      | -           | -       | -           | -          | 8:54,28 min  | 9      | 9      |
| Männer                                                        |                     |             |         |             |            |              |        |        |
| Théo Berry                                                    | 200 m Lagen         | 2:03,59 min | 6       | 2:02,58 min | 3          | 2:03,00 min  | 6      | 6      |
| Théo Berry                                                    | 400 m Lagen         | 4:30,60 min | 22      | -           | -          | -            | -      |        |
| Maxime Cadiat                                                 | 50 m Freistil       | 23,34 s     | 15      | 23,42 s     | 14         | -            | -      |        |
| Nicolas D’Oriano                                              | 400 m Freistil      | 3:54,76 min | 2       | -           | -          | 3:54,28 min  | 5      | 5      |
| Nicolas D’Oriano                                              | 800 m Freistil      | -           | -       | -           | -          | 7:59,87 min  | 1      | Gold   |
| Nicolas D’Oriano                                              | 1500 m Freistil     | -           | -       | -           | -          | 15:13,31 min | 1      | Gold   |
| Nicolas D’Oriano                                              | 400 m Lagen         | 4:28,71 min | 15      | -           | -          | -            | -      |        |
| Guillaume Garzotto                                            | 100 m Schmetterling | 54,48 s     | 9       | 54,54 s     | 10         | -            | -      |        |
| Matthias Marsau                                               | 100 m Schmetterling | 55,68 s     | 18      | -           | -          | -            | -      |        |
| Matthias Marsau                                               | 200 m Schmetterling | 2:01,15 min | 5       | 1:59,07 min | 3          | 1:58,96 min  | 3      | Bronze |
| Mixed                                                         |                     |             |         |             |            |              |        |        |
| Pauline Mahieu Léa Marchal Maxime Cadiat Guillaume Garzotto   | 4×100 m Freistil    | 3:39,23 min | 5       | -           | -          | 3:37,59 min  | 5      | 5      |
| Pauline Mahieu Nolwenn Hervé Maxime Cadiat Guillaume Garzotto | 4×100 m Lagen       | 4:01,66 min | 4       | -           | -          | 3:59,30 min  | 5      | 5      |

### Synchronschwimmen
Hier fanden Jugendwettbewerbe statt. Im Synchronwettbewerb traten U19 (Jahrgang 1997) Schwimmerinnen an.
| Athletinnen                     | Wettbewerb        | Qualifikation – Freie Kür | Qualifikation – Freie Kür | Finale – Freie Kür | Finale – Freie Kür | Rang |
| Athletinnen                     | Wettbewerb        | Punkte                    | Rang                      | Punkte             | Rang               | Rang |
| ------------------------------- | ----------------- | ------------------------- | ------------------------- | ------------------ | ------------------ | ---- |
| Frauen                          |                   |                           |                           |                    |                    |      |
| Inesse Guermoud                 | Solo              | 157,5031                  | 6                         | 156,3031           | 7                  | 7    |
| Charlotte Tremble Laura Tremble | Duett             | 151,8864                  | 7                         | 152,7197           | 7                  | 7    |
| Mannschaft                      | Team              | 153,7253                  | 5                         | 155,4878           | 5                  | 5    |
| Mannschaft                      | Freie Kombination | 82,7000                   | 5                         | 82,6333            | 5                  | 5    |

### Wasserball
Hier fanden Jugendwettbewerbe statt. Bei den Wasserballteams waren das die U18-Mannschaften (Jahrgang 1998).
| Wettbewerb         | Frauen | Männer |
| ------------------ | --- | --- |
| Athleten           | Manon Alberato Andréa Danet Victoria Gaiech Marie Joly Morgane Le Roux Salomé Sabin Anaïs Sabouriaut Adeline Sacré Andrea Soulard Fanny Souliol Marie Tonquedec Ambre van Vlierberge Cloe Vincent Fontanillas | Yoni Bellaïche Reda Boukili Theo Brothier Nolan Carrez Pierre Chandieu Andrea De Nardi Julien Ladouce Hugo Lepoint Romain Marion-Vernoux Jocelyn Mutambayi Lilian Ospedale Pierre Roussel Quentin Vincourt |
| Gruppenphase       | Italien 5:22 Russland 3:25 Slowakei 5:9 Serbien 9:7 Spanien 5:20 | Italien 5:12 Ukraine 12:3 Russland 6:14 |
| Platzierungsspiele | Israel 11:9 Deutschland 8:10 Serbien 3:7 | Griechenland 7:16 Rumänien 7:5 Montenegro 4:15 |
| Halbfinale         | – | – |
| Finale             | – | – |
| Platzierung        | 10. | 10. |

### Wasserspringen
Hier fanden die Junioreneuropameisterschaften der U19 (Jahrgang 1997) statt.
| Athleten            | Wettbewerb        | Vorkampf | Vorkampf | Finale | Finale | Rang   |
| Athleten            | Wettbewerb        | Punkte   | Rang     | Punkte | Rang   | Rang   |
| ------------------- | ----------------- | -------- | -------- | ------ | ------ | ------ |
| Frauen              |                   |          |          |        |        |        |
| Inès Hummel         | Turmspringen 10 m | 263,85   | 24       | –      | –      |        |
| Caroline Lecœur     | Kunstspringen 1 m | 341,10   | 14       | –      | –      |        |
| Caroline Lecœur     | Kunstspringen 3 m | 332,90   | 22       | –      | –      |        |
| Maissam Naji        | Kunstspringen 1 m | 319,10   | 20       | –      | –      |        |
| Maissam Naji        | Kunstspringen 3 m | 328,95   | 25       | –      | –      |        |
| Maissam Naji        | Turmspringen 10 m | 285,60   | 20       | –      | –      |        |
| Männer              |                   |          |          |        |        |        |
| Gwendal Bisch       | Kunstspringen 3 m | 468,70   | 10       | 431,35 | 12     | 12     |
| Timothée Deneuville | Kunstspringen 1 m | 398,15   | 14       | –      | –      |        |
| Alexis Jandard      | Kunstspringen 1 m | 366,00   | 21       | –      | –      |        |
| Alexis Jandard      | Kunstspringen 3 m | 474,25   | 8        | 500,60 | 6      | 6      |
| Alexis Jandard      | Turmspringen 10 m | 462,10   | 4        | 526,20 | 3      | Bronze |